# Germaine Tailleferre

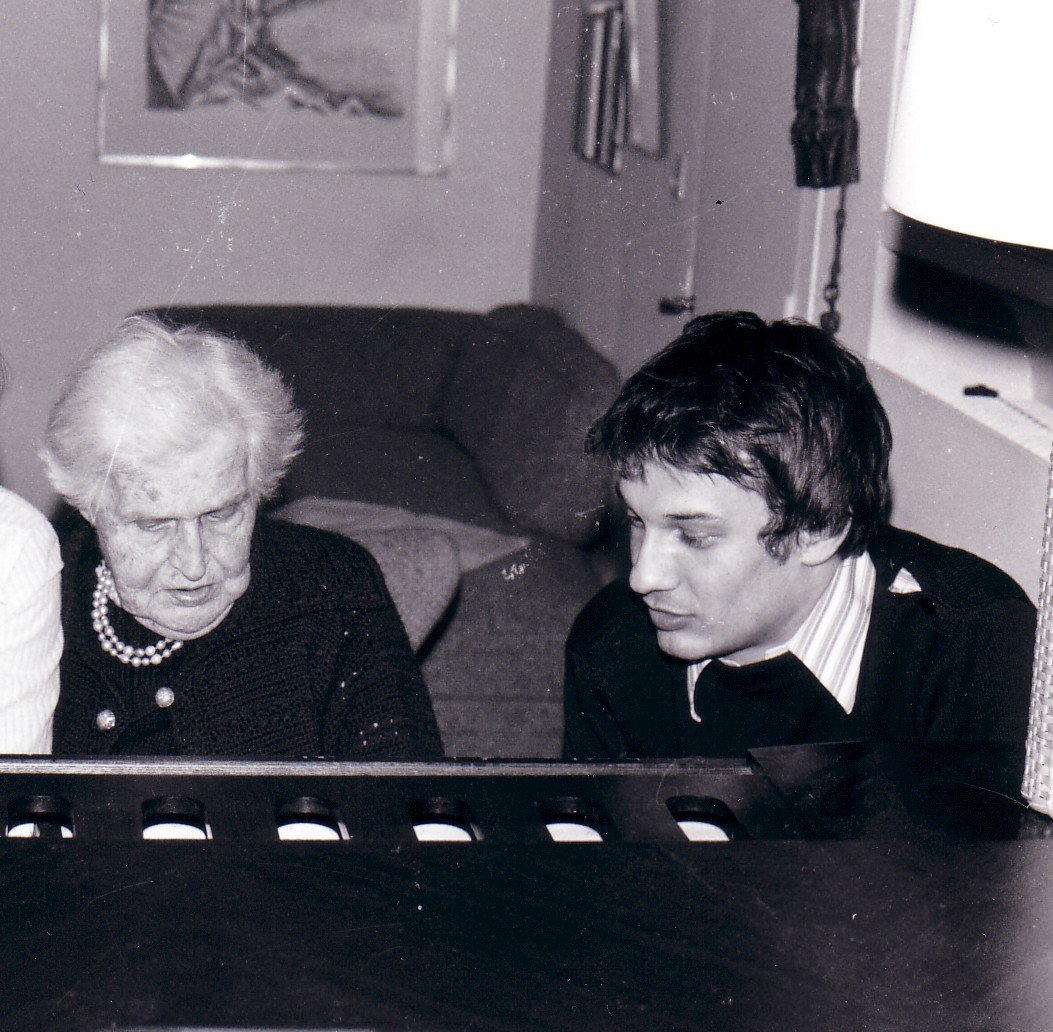
Germaine Tailleferre en de zanger Mario Hacquard

Germaine Tailleferre (eigenlijk: Marcelle Taillefesse) (Saint-Maur-des-Fossés, departement Val-de-Marne, 19 april 1892 – Parijs, 7 november 1983) was een Frans componiste en muziekpedagoog. Zij is vooral bekend als de enige vrouw in de Franse componistengroep Groupe des Six (Groep van Zes).

## Levensloop
Tailleferre kreeg haar eerste muzieklessen van haar moeder. Tegen de wil van haar vader begon zij op 12-jarige leeftijd haar studie aan het Conservatoire national supérieur de musique in Parijs. Van 1913 tot 1915 behaalde zij meerdere eerste prijzen in harmonieleer, contrapunt, fuga en pianospel. Tot haar medestudenten aan het conservatorium behoorden Arthur Honegger, Darius Milhaud en Georges Auric. Vanaf 1919 was zij met deze drie componisten en met Francis Poulenc en Louis Durey vriendschappelijk verbonden in de Groupe des Six, die een nieuwe antiromantische eenvoud nastreefde in de stijl van Erik Satie, in navolging van de esthetiek die Jean Cocteau formuleerde in het manifest Le Coq et l'Arlequin.
Na de Eerste Wereldoorlog woonde ze in de Parijse kunstenaarswijk Montparnasse, Ze ontving er belangrijke kunstenaars, onder wie Pablo Picasso en Guillaume Apollinaire.
In 1925 reisde zij naar de Verenigde Staten om als pianiste met het Philadelphia Orchestra onder leiding van Willem Mengelberg de première te verzorgen van haar in 1924 geschreven pianoconcert. In het volgende jaar leerde zij de karikaturist Ralph Barton kennen, haar eerste echtgenoot. Ze woonden twee jaar in de VS, waar ze pianospeelde met Charlie Chaplin, die haar wilde meenemen naar Hollywood om filmmuziek te componeren.
In plaats daarvan keerde ze met Barton terug naar Parijs. Ze componeerde daar muziek voor Jean Cocteau, Marguerite Duras en Eugène Ionesco. In 1929 scheidde ze van Ralph Barton, die terugkeerde naar Amerika en enkele maanden later zelfmoord pleegde. In 1932 hertrouwde ze met de advocaat Jean Lageat, met wie ze toen al een eenjarige dochter had. De jaren 1942-1946 bracht ze weer door in de VS.
Na de Tweede Wereldoorlog schreef ze veel muziek in opdracht van de radio en de Franse overheid. Naast haar werk als componiste was zij ook docent, onder andere aan de Schola Cantorum de Paris (1970 tot 1972). In 1981 kreeg ze het Grand-croix de l'ordre national du Mérite uitgereikt. 
Germaine Tailleferre is begraven in Quincy-Voisins, departement Seine-et-Marne.

## Stijl
Haar muzikale stijl was al in de jaren twintig gerijpt. Lyrische zingbaarheid, vrolijke folkloristische speelsheid en spontaneïteit verbinden zich met neoclassicistische tendensen (vooral heldere vormen), ritmisch en harmonisch onafhankelijk gevoerde lijnen en polytonaliteit. De experimenteerdrang van de Groupe des Six liet ze steeds meer los naarmate ze ouder werd. Zelf zei ze: "Ik schrijf muziek omdat ik 't leuk vind. Ik weet dat mijn muziek niet groots is, maar wel vrolijk en luchthartig". 

## Composities

### Werken voor orkest
- 1920 Morceau Symphonique, voor orkest
- 1920 Ballade, voor piano en orkest
- 1921 Les Mariés de la Tour Eiffel : Quadrille/Valse des Dépeches, voor orkest
- 1923-1924 Concert nr. 1, voor piano en orkest
- 1925 Ban'da, voor gemengd koor en orkest
- 1927 Concertino, voor harp en orkest
- 1929 La Nouvelle Cythère, voor twee piano's en orkest
- 1934 Concerto, voor twee piano's, gemengd koor, saxofoons en orkest
- 1937 Concerto, voor viool en orkest
- 1942 Trois Etudes, voor piano en orkest
- 1949 Suite pour Orchestre «Payssages de France»
- 1951 Concerto nr. 2, voor piano en orkest
- 1952 Sarabande de La Guirlande de Campra
- 1952 Concertino, voor fluit, piano en strijkorkest
- 1957 Petite Suite, voor orkest
- 1962 Partita, voor hobo, klarinet, fagot en strijkers
- 1964 Concerto, voor twee gitaren en orkest
- Pastorale, voor klein orkest

### Werken voor harmonieorkest
- 1976 Marche pour harmonie
- 1976 Choral et Fugue
- 1977 Suite Divertimento, voor piano en harmonieorkest
- 1980 Suite burlesque

### Missen, cantates en gewijde muziek
- 1938 Cantate de Narcisse, voor bariton, sopraan, vrouwenkoor (SSAA), strijkers en pauken

### Muziektheater

#### Opera's
| Voltooid in | titel                                                                                                   | aktes       | première                                                                     | libretto                                       |
| 1930-1931   | Zoulaina                                                                                                | 3 aktes     | (niet uitgevoerd)                                                            | Charles Hirsch                                 |
| 1937        | La Marin du Bolivar                                                                                     | 1 akte      | 1937, Parijs, Wereldtentoonstelling van 1937                                 | Henri Jeanson                                  |
| 1951        | Il était un petit navire                                                                                | 3 taferelen | 9 maart 1951, Parijs, Opéra Comique                                          | Henri Jeanson                                  |
| 1951        | Parfums                                                                                                 | 3 aktes     | 11 april 1951, Monte Carlo, Opéra                                            | Georges Hirsch en J. Bouchor                   |
| 1955        | - 1. La Fille d'opéra 2. Le Bel Ambitieux 3. Monsieur Petit Pois achète un château 4. La Pauvre Eugénie | 1 akte      | 28 december 1955, Parijs, RTF = Radiodiffusion-Télévision française, Parijs  | Denise Centore                                 |
| 1959        | Mémoires d'une bergère                                                                                  | 1 akte      | 22 december 1959, Parijs, RTF = Radiodiffusion-Télévision française, Parijs  | Philippe Jullian                               |
| 1960        | Le Maître                                                                                               | 1 akte      | 12 juli 1960, Parijs, RTF = Radiodiffusion-Télévision française, Parijs      | Eugène Ionesco                                 |
| 1960        | La Petite Sirène                                                                                        | 3 aktes     | 30 september 1960, Parijs, RTF = Radiodiffusion-Télévision française, Parijs | Philippe Soupault naar Hans-Christian Andersen |

#### Operettes
- 1950 Dolorès - première: 1950, Parijs, Opéra Comique

#### Balletten
- 1923 Le marchand d'oiseaux
- 1948 Paris-Magie Ballet, voor orkest of piano
- 1949 Quadrille
- Parisiana

### Vocale muziek
- 1956 Concerto des Vaines Paroles, voor bariton, piano en orkest - tekst: Jean Tardieu
- 1959 Pancarte pour une porte d'entrée, voor solozang en piano - tekst: Robert Pinget
- 1963 L'Adieu du Cavalier - in memoriam Francis Poulenc, voor sopraan en piano - tekst: Guillaume Apollinaire

### Kamermuziek
- 1918 Strijkkwartet
- 1921 Sonate nr. 1, voor viool en piano
- 1951 Sonate nr. 2, voor viool en piano
- 1964 Hommage à Rameau, voor twee piano's en vier slagwerkers
- 1972 Sonate Champêtre, voor hobo, klarinet, fagot en piano
- 1973 Rondo, voor hobo en piano
- 1973 Choral, voor trompet en piano

### Werken voor orgel
- 1939 Prelude et Fugue, voor orgel met trompet en trombone ad lib.
- 1977 Nocturne

### Werken voor piano
- 1918 Jeux de plein air, voor 2 piano's
- 1918 Image, voor piano vierhandig
- 1920 Hommage à Debussy
- 1937 Au Pavillion D'Alsace
- 1943 Deux Danses du «Marin de Bolivar»
- 1957 Toccata, voor twee piano's

### Werken voor harp
- 1964 Sonata alla Scarlatti

### Filmmuziek
- 1935 Les Souliers
- 1937 Provincia
- 1937 Symphonie Grapique
- 1937 Sur Les Routes d'Acier
- 1937 Terre d'effort de de liberté
- 1937 Ces Dames aux Chapeaux verts
- 1960 Les Requins sur nos Cotes